# Ptocasius gratiosus
Ptocasius gratiosus là một loài nhện trong họ Salticidae.
Loài này thuộc chi Ptocasius. Ptocasius gratiosus được Elizabeth Maria Gifford Peckham & George William Peckham miêu tả năm 1907.